# Номерні знаки штату Кентуккі

Регулярний номерний знак 2003–2005

Номерні знаки Кентуккі видаються Транспортним кабінетом системи ліцензування моторних транспортних засобів (MVL). Штат Кентуккі вимагає розміщення лише заднього номерного знаку на автомобілі.
Регулярні номерні знаки штату Кентуккі мають формат 123АБВ. Кодування за регіональною ознакою всередині штату здійснюється шляхом застосування наліпок з назвами округів в нижній частині пластини. Чинні бланки номерних знаків мають фонове градієнтне біло-блакитне тло з переходом згори вниз. Поруч з назвою штату фігурують гасла: традиційне — штат блакитної трави (Bluegrass State) та змінне — неприборканий дух (Unbridled Spirit). Індивідуальні комбінації літер і цифр можливо використовувати на стандартному бланку номерного знаку.

## Інші формати регулярних номерних знаків
- Номерні знаки для мотоциклів мають формат АБ123 та розміри 4х7 дюймів;
- Номерні знаки для вантажного транспорту мають формат 123456.
- Номерні знаки для причепів мають формат Т12-345.
- Номерні знаки для вантажних комерційних перевезень за межі штату (APPORTIONED) мають формат 123-АБВ вертикальний префікс ATK (для вантажних автомобілів) та вертикальний суфікс АРР.

## Номерні знаки «особливого інтересу»
Номерні знаки «особливого інтересу» мають власні бланки та формат і ідентифікуються за вертикальним суфіксами.

## Цікаві факти
Регулярний номерний знак штату Кентуккі (2003–2005 рр.) став переможцем конкурсу «Номерний знак року» Асоціації колекціонерів номерних знаків 2003 р.